# Miloš Jakeš
Miloš Jakeš (České Chalupy, 12 agosto 1922 – Praga, 10 luglio 2020) è stato un politico cecoslovacco, segretario del Partito Comunista di Cecoslovacchia, ex-partito comunista della Cecoslovacchia, da dicembre 1987 a novembre 1989. La sua guida è stata l'ultima prima della caduta del regime monopartitico.

## Biografia
Subentrato nel 1987 a Gustáv Husák in una drammatica seduta del Politburo, Miloš Jakeš cercò di intraprendere una timida politica di riforme economiche, flebilmente in sintonia con la perestroika di Michail Gorbačëv. Ma contagiata dalla caduta dei regimi comunisti in Ungheria e Polonia, la popolazione cecoslovacca, nella seconda metà del 1989, si è sempre più riversata nelle piazze a manifestare e chiedere la fine del monopartitismo, più diritti umani e democrazia: questi fatti sono stati soprannominati poi come la Rivoluzione di velluto. Jakeš (sordo alle richieste di dialogo con l'opposizione) e i vertici dell'StB (la polizia segreta cecoslovacca) risposero all'inizio con un'ondata di repressione (condannata dall'Occidente), poi però vennero travolti dalle manifestazioni sempre più numerose.
Jakeš si dimise dalla presidenza del Partito Comunista di Cecoslovacchia, insieme ad altri alti membri del partito, nel novembre 1989.